# 彩夢
彩夢（あやむ、1995年2月13日 - ）は、日本の元女優である。本名および旧芸名は、小池 彩夢。

三重県出身。劇団ひまわり、オフィスジュニアを経て2012年3月1日より2013年8月31日までソニー・ミュージックアーティスツ所属。

## 人物
- 2002年、ジャズドリーム長島キッズファッションコンテストでグランプリを受賞。
- 2003年、キッズスタイル/ナルミヤイメージモデルコンテストでグランプリを受賞。
- 2008年、「ALWAYS 続・三丁目の夕日」で第17回日本映画批評家大賞・審査員特別演技賞を受賞[3]。
- 身長156cm（2012年3月現在）。
- 趣味：読書、愛犬と遊ぶ事
- 特技：韓国語、ハングル文字の読み書き、書道、朗読、一輪車
- 将来の夢：Wikipediaに「マルチタレント」と書かれること[4]
- 栞菜、軽辺るか（CLEAR'S）、清水富美加と仲が良い[5]。
- Tokyo Cheer2 Partyの元メンバー。
- 2010年10月より体調不良で芸能活動を休止し、2011年4月でオフィスジュニアとの契約も終了していたが、家族の要望で移籍先が決まるまで引き続き籍を置いていた[6]。
- 2012年3月のソニー・ミュージックアーティスツへの移籍と同時に芸名を小池彩夢（こいけあやめ）から彩夢（あやむ）に改名[2]。
- 2013年6月より体調不良で芸能活動を休止し、8月31日をもって15年間の芸能活動を終えて芸能界を引退した[7]。

## 主な出演作品

### テレビドラマ
- 美少女戦士セーラームーン 第10話（2003年、CBC） - エリカ役
- 牡丹と薔薇（2004年、東海テレビ） - 野島麗香 役
  - 牡丹と薔薇 完結版（2004年4月23日）
- 絶壁〜山岳警備隊、疾走る〜（2004年、NHK総合） - 那須川サユリ 役
- ウルトラマンネクサス 第13・14・29話（2004年 - 2005年、CBC） - 山邑理子 役
- オーダーメイド〜幸せ色の紳士服店〜 第1 - 2話（2004年、NHK総合） - 楠花梨（幼少時代） 役
- 新選組!（2004年、NHK総合） - 井上源三郎の姪 役
- おとなの夏休み 第6話（2005年、日本テレビ） - みずき 役
- 87% 第1話（2005年、日本テレビ） - 小谷晶子（幼少時代） 役
- ウルトラマンメビウス（2006年9月9日、CBC） - カザマ・マリナ（幼少時代） 役
- 喰いタン2 第6話（2007年、日本テレビ） - 遠藤紗弥役
- 李香蘭（2007年2月11日・12日、テレビ東京） - 山口淑子（幼少時代） 役
- 夕陽ヶ丘の探偵団（2007年、NHK教育） - 月島光 役
- シバトラ〜童顔刑事・柴田竹虎〜（2008年、フジテレビ/共同テレビ） - 八木由梨亜 役
- 上海タイフーン（2008年、NHK総合） - 野村美鈴（幼少）役
- ひるドラ オーバー30（2009年1月5日 - 2月27日、CBC） - 江藤桜子 役
- 小池三姉妹（2009年10月4日 - 11月1日、スカパー!エンタ!371） - 三女・彩夢 役（共演：長女・小池唯、次女・小池里奈）[8]
- 松本清張生誕100年スペシャル・中央流沙（2009年12月14日、TBS）
- イタズラなKiss〜Love in TOKYO 第9・12・13・16話（2013年、フジテレビTWO） - 松本綾子 役

### 映画
- さくらん（2007年、アスミック・エース エンタテインメント） - きよ葉（幼少時代）役
- ALWAYS 続・三丁目の夕日（2007年、東宝） - 鈴木美加 役
- 白夜行（2011年1月29日、ギャガ） - 篠塚美佳 役
- 赤々煉恋（2013年12月21日、アイエス・フィールド） - 友香 役
- 結婚前夜〜マリッジブルー〜（2014年5月10日） - 日向咲 役

### 舞台
- Alice in Deadly School（2010年10月14日 - 17日、六行会ホール） - 辻井水貴 役
- ハムレッツ!!〜To be or Not to be〜（2012年4月10日 - 15日、シアターグリーン） - 主演
- CABARET ON THE SEA（2012年8月8日 - 15日、シアターグリーン） - 主演[9]
- Snow Princess! 〜鏡の真実と7人の○○たち〜（2012年12月5日 - 9日、全労済ホールスペース・ゼロ） - 主演・白雪姫 役

### OVA
- 金田一少年の事件簿 「黒魔術殺人事件」（2012年） - 火祀夏目 役

### ラジオ
- DJ Tomoaki's Radio Show!（2010年9月9日・2012年4月5日、下北FM） - ゲスト出演

### テレビCM
- 賃貸住宅情報ミニテック
- ベネッセ「小学講座 夏の実力診断テスト」

### 写真展
- J:COM presents -Girls Collection of EVANGELION-（2012年開催）

### 書籍
- pure2 ピュアピュア vol.25（2004年7月7日、辰巳出版）ISBN 978-4777800537
- LemonTeen Plus VOL.6（2005年7月、バウハウス）ISBN 978-4778803193
- LemonTeen Plus VOL.7（2005年11月、バウハウス）ISBN 978-4778800345
- LemonTeen Plus VOL.9（2006年7月、バウハウス）ISBN 978-4778800796
- Chu→Boh vol.19（2007年5月2日、海王社）ISBN 978-4877246570
- pure2 ピュアピュア vol.46（2008年1月11日、辰巳出版）ISBN 978-4777804900
- pure2 ピュアピュア vol.49（2008年7月7日、辰巳出版）ISBN 978-4777805495
- Chu→Boh vol.27（2008年9月3日、海王社）ISBN 978-4877246778
- pure2 ピュアピュア vol.50（2008年9月6日、辰巳出版）ISBN 978-4777805693
- pure2 ピュアピュア vol.51（2008年11月7日、辰巳出版）ISBN 978-4777806003
- pure2 ピュアピュア vol.52（2009年1月9日、辰巳出版）ISBN 978-4777806249
- pure2 ピュアピュア vol.53（2009年4月7日、辰巳出版）ISBN 978-4777806379
- 小池彩夢ファースト写真集 アヤメロディー（2009年2月12日、辰巳出版）ISBN 978-4777806171
- moecco Vol.19（2009年3月13日、マイウェイ出版）ISBN 978-4861355486
- pure2 ピュアピュア vol.55（2009年10月30日、辰巳出版）ISBN 978-4777807048
- pure2 ピュアピュア vol.57（2010年5月6日、辰巳出版）ISBN 978-4777807772

### DVD
- 小池彩夢 初恋（2009年9月16日、辰巳出版）
- 小池彩夢 そして、小さな恋（2010年9月17日、竹書房）ISBN 978-4812443316